# John Somers-Smith
John Robert Somers-Smith, född 15 december 1887 i Walton-on-Thames, död 1 juli 1916 i Gommecourt, var en brittisk roddare.
Han blev olympisk guldmedaljör i fyra utan styrman vid sommarspelen 1908 i London.